# Amitié

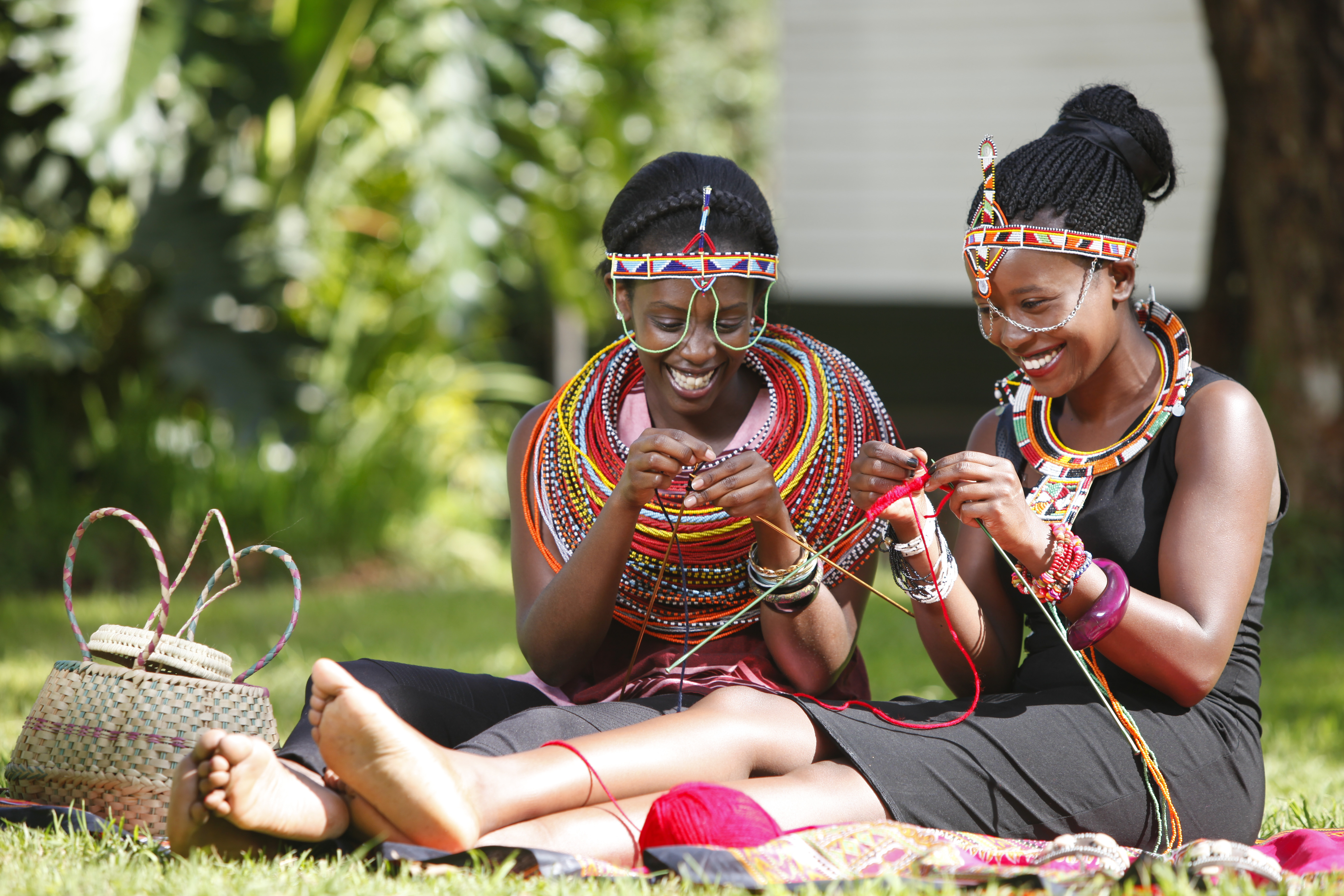
Complicité joyeuse de l'amitié (Kenya).

Pour les articles homonymes, voir Amitié (homonymie).
L'amitié est une inclination, une sympathie, une affection réciproque et durable entre deux ou plusieurs personnes. Elle naîtrait notamment de la découverte d'affinités ou de points communs : plus les centres d'intérêt communs sont nombreux, plus l'amitié a de chances de devenir forte. Elle implique souvent un partage de valeurs morales communes. Une relation d'amitié peut prendre différentes formes : l'entraide, l'écoute réciproque, l'échange de conseils, le soutien, la critique bienveillante, l'admiration pour l'autre, en passant par le partage de loisirs. Une ou un meilleur ami sert aussi à se confier et avoir confiance.

## Étymologie
Le substantif féminin,,, « amitié », prononcé [amitje] en français standard,, est issu du latin vulgaire, *amicitatem, accusatif, singulier de *amicitas, -tis, altération du latin classique, amicitia, -ae, par changement de déclinaison.

## Comportement psychologique

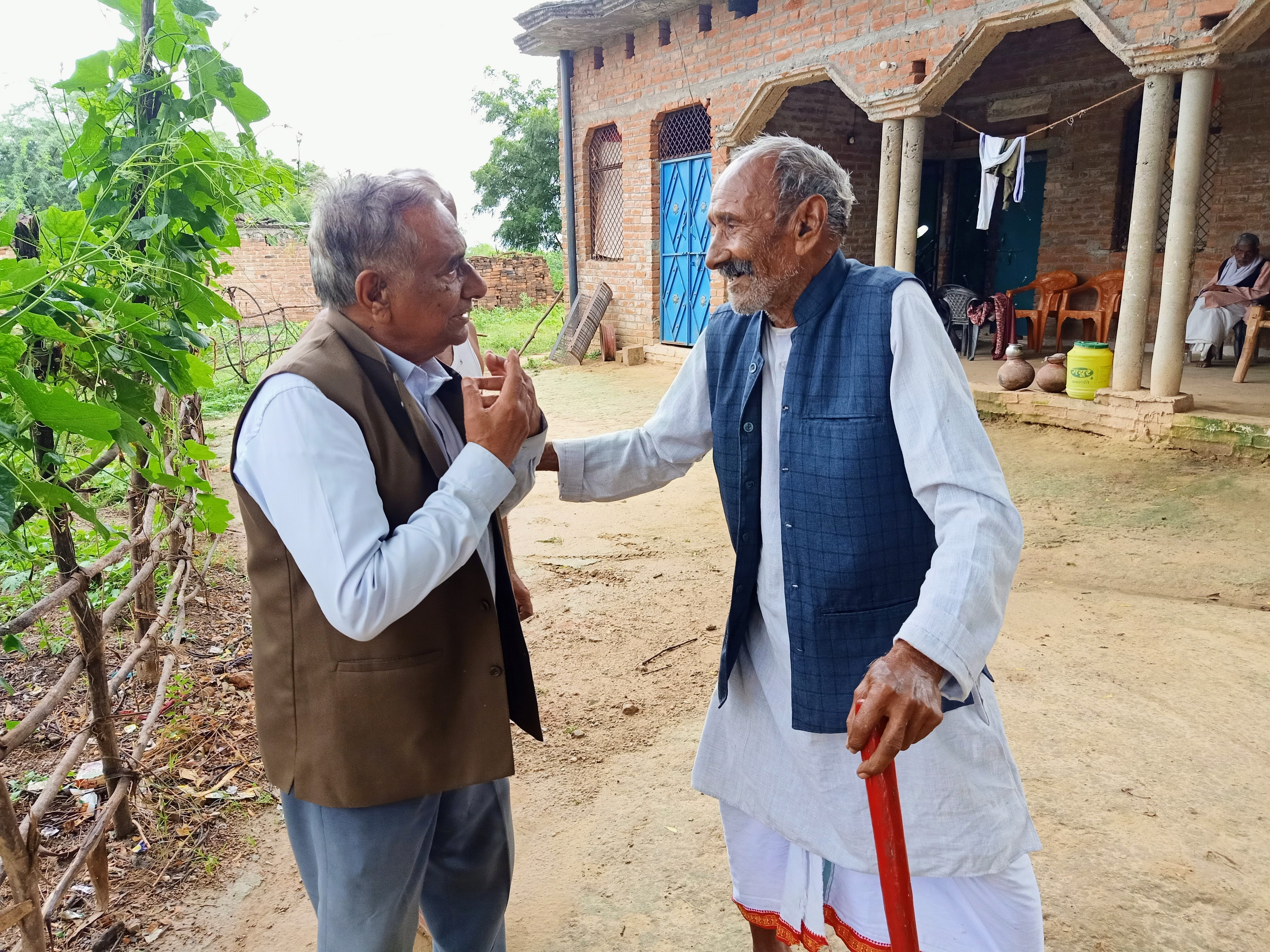
Retrouvailles de deux hommes après une longue séparation dans l'amitié, dans le village indien de Surauli Buzurg de l'Hamirpur (Uttar Pradesh). Octobre 2022.

## Approche socioéconomique et «amitiés entre les peuples»

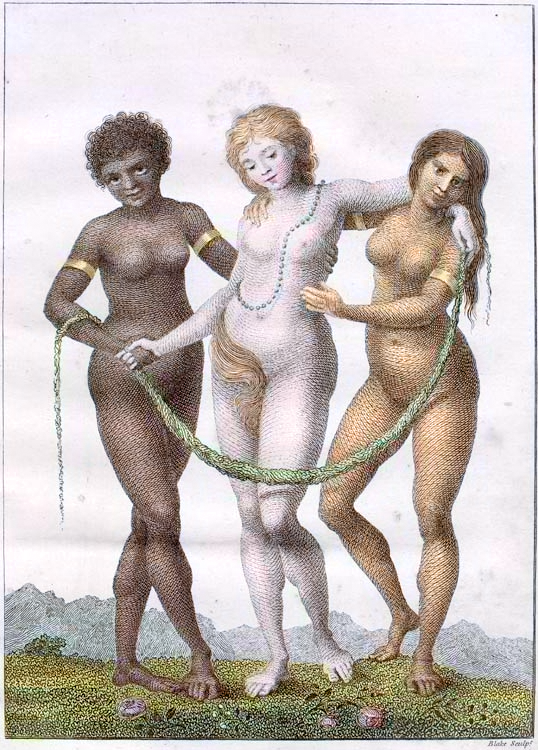
Gravure de William Blake représentant allégoriquement l'Europe soutenue par l'Afrique et l'Amérique (1796), illustrant un ouvrage de John Gabriel Stedman racontant une expédition de 5 ans (1772 à 1777) au Guyana contre les esclaves noirs révoltés du Suriname Cette image sensuelle loin d'évoquer la violence des répressions contre les esclaves, appelle un idéal d'amitié entre les peuples, mais son titre montre aussi la conscience de la dépendance économique de l'Europe à l'égard des ressources de ces deux continents

L'amitié entre les peuples est souvent évoquée - depuis le XIXe siècle surtout - dans le cadre d'alliances politiques, militaires, commerciales ou économiques, que dans des contextes plus altruistes. Elle est par exemple portée par des organisations caritatives, des ONG (médecins sans frontières, vétérinaires sans frontière…), des associations de migrants, des institutions telle que l'ONU, l'UNESCO, ou par les églises missionnaires. La création de l'Union Européenne a d'abord eu une base économique, et vise toujours explicitement le développement de sa compétitivité, mais les échanges d'étudiants (programme Erasmus) évoquent cette notion, qui était aussi au cœur de l’internationale socialiste et du projet d'internationale communiste, non sans ambiguïtés parfois.
Du point de vue asiatique, les relations humaines sont si importantes au cœur de l’économie qu’il existe un mot pour les désigner au Japon : nemawashi.
L'amitié entre les peuples ne s'adresse pas qu'aux relations entre pays, mais aussi entre individus d'origines différentes dans un même pays, ainsi le sigle MRAP signifie-t-il en France : Mouvement contre le Racisme et pour l'Amitié entre les Peuples.

## Approche socioculturelle
Le fonctionnement socio-économique ci-avant défini peut sembler « idéal ».
- En Asie, cet idéal est conditionné par le respect d’une condition sine qua non : un minimum de courtoisie et de délicatesse mutuelles dans les interactions sociales.
- En France, ce minimum est souvent transgressé dans les relations humaines autour de l’entreprise (négociation) et au cœur de l’entreprise.

La mondialisation a accru la compétition entre les économies et les pays, ainsi que les inégalités. Dans le même temps, les forums sociaux et diverses ONG continuent à porter l'idée d'amitié entre les peuples. Évoquer l’amitié des peuples sous l’angle ethno-sociologique ne suffit pas à rendre compte de la réalité des faits. Ainsi, l’importance de l’amitié, au cœur du processus de construction européen, a-t-elle été ratifiée par traité entre Français et Allemands, au lendemain de la Seconde Guerre mondiale : c'est l'amitié franco-allemande.

## Amitié homme-femme
Il peut exister une amitié entre un homme et une femme.
Une tolérance des différences entre sexes féminins et masculins est nécessaire ; en effet celle-ci apporte une richesse aux individus qui ont accès aux expériences, aux ressentis du sexe opposé pour mieux le comprendre. Par exemple, les hommes ayant des amies possèdent une sensibilité émotive au vécu d'autrui et à l'inverse, les femmes développent un esprit de combativité.

## Amitié entre membres d'une même famille
Ignace Lepp soutient que l'amitié peut exister entre frères et sœurs par delà les liens de sang. Il ajoute un peu plus loin que la chose peut exister entre un parent et son enfant.

## Amitié et réseaux sociaux
L'arrivée des réseaux sociaux dans nos vies quotidiennes est venue modifier la façon dont les gens interagissent. D'après Whitney Erin Boesel, nous sommes confrontés à une quantité d'information venant de nos amis bien plus importante qu'auparavant. Suivre ce que nos contacts ont publié demande une réelle implication et traiter le flux de données entrant demande de l'effort, en tant qu'ami, pour être à l'écoute. À l'inverse, il est devenu bien plus facile de rendre une information disponible à un grand nombre de personnes. Nous faisons donc face une dévolution de l'amitié, il fait maintenant partie des responsabilités d'un ami de devoir s'investir pour se tenir au courant de nos informations, mais aussi de partager du contenu pour rester visible.
D'autre part, on assiste également à une dépersonnalisation de l'amitié. Le changement des modes de communications fait que de plus en plus, on s'adresse à nos amis, et moins à quelques amis en particulier. De ce fait, « on peut imaginer que les potentialités des réseaux sociaux peuvent affecter la façon dont l'on perçoit l'amitié, et plus généralement nos obligations vis-à-vis de nos amis ».
C’est ce que développe Danah Boyd, chercheuse au département Data & Society chez Microsoft, dans son article « Friends, Friendsters and Top 8 : writing community into being on social network sites ». On perd en quelque sorte le côté humain des relations en rangeant toutes nos connaissances dans un même panier : nos amis, alors que l’amitié réelle est une position spéciale d’un groupe restreint de nos connaissances. MySpace avait voulu pallier cela en instaurant un "Top 8" des amis sur les profils de chaque utilisateur. Malheureusement cela a créé un certain nombre de disputes et d’angoisses.
1. Qualifié de véritable ami en dehors des réseaux sociaux ;
2. Connaissance, famille, collègue ;
3. Ça ne paraîtrait pas approprié de dire non car on connaît la personne ;
4. Avoir beaucoup d’amis vous rend populaire ;
5. Un moyen de dire qu’on s’intéresse à quelqu’un (célébrité, groupe de musique, etc.) ;
6. Votre liste d’amis révèle qui vous êtes ;
7. Leur profil est cool alors vous deviendrez cool aussi en devenant amis ;
8. Être connecté à plus de personnes permet d’en voir encore plus ;
9. C’est le seul moyen de voir d’accéder aux détails du profil des autres ;
10. Devenir amis augmente le nombre de publications que l’on peut voir ;
11. Vous voulez que les autres accèdent à votre profil ;
12. On peut plus facilement retrouver quelqu’un depuis la liste d’amis ;
13. C’est plus facile d’accepter que de refuser.

.
D'un point de vue légal en France, le fait que certains réseaux sociaux comme Facebook nomment les contacts « amis » n'implique pas que les personnes soient considérées comme des « amis » au sens courant :

« le terme d’“ami” employé pour désigner les personnes qui acceptent d’entrer en contact par les réseaux sociaux ne renvoie pas à des relations d’amitié au sens traditionnel du terme. »

— Cour de cassation, arrêt du 5 janvier 2017
Le fait d'être « ami » sur un réseau social avec une autre personne n'est donc pas considéré comme pouvant induire une partialité particulière,.
Par ailleurs, les réseaux sociaux font du concept d'"ami" un élément de comparaison sociale. À titre d'exemple, parmi les jeunes utilisant Facebook, nombreux sont ceux qui affirment sentir une certaine pression lorsqu'ils veulent mettre en ligne un contenu, étant donné leur volonté d'avoir beaucoup de "likes" et de commentaires positifs de la part de leurs "amis".
En ce sens, la notion d'« ami » sur un réseau social dépasse le cadre de l'amitié traditionnelle. Elle ne repose plus forcément sur une relation directe privilégiée, mais sur une simple reconnaissance interpersonnelle. Par exemple, chaque « ami » sur Facebook fait partie de l'audience qui peut observer les activités en-ligne de l'individu. Chaque publication (texte, photo, vidéo, etc.) permet ainsi de recevoir des commentaires de la part de cette audience et de s'engager dans des processus de comparaison sociale avec eux. Cette comparaison sociale se manifeste notamment à travers les individus les plus fragiles psychologiquement qui seront plus susceptibles de chercher à se rassurer sur leur propre identité par l'intermédiaire de leur communauté d'amis sur les réseaux sociaux. C'est notamment le cas des jeunes qui sont parmi les plus grands utilisateurs de ces réseaux et dont le processus de construction d'identité est encore inachevé.